# دهستان کنگخار
دهستان کنگخار (به لاتین: Kengkhar Gewog) یک دهستان در کشور بوتان است که در ناحیهٔ مونگار واقع شده‌است.